# Força
Força è una canzone della cantante canadese Nelly Furtado, estratta come terzo singolo dal suo secondo album, Folklore.
Il ritornello è cantato interamente in portoghese mentre il resto del brano è  in inglese.
È stata scelta come canzone ufficiale del Campionato europeo di calcio 2004 svoltosi in Portogallo.

## Tracce
CD Promo UK
1. Força (Radio Edit)
2. Força (Album version)
3. Força (Instrumental)

CD Enhanced
1. Força (Album Version)
2. Força (Swiss American Federation Mix)
3. Powerless (Say What You Want) (Spanish version) (featuring Juanes)
4. Força (Video)

## Classifiche
| Classifica (2004) | Posizione massima |
| ----------------- | ----------------- |
| Austria           | 5                 |
| Belgio (Fiandre)  | 14                |
| Belgio (Vallonia) | 47                |
| Danimarca         | 13                |
| Germania          | 9                 |
| Lettonia          | 7                 |
| Norvegia          | 18                |
| Paesi Bassi       | 4                 |
| Regno Unito       | 40                |
| Repubblica Ceca   | 5                 |
| Svezia            | 34                |
| Svizzera          | 5                 |